# Тесса Вайолет
Тесса Вайолет Вільямс (англ. Tessa Violet Williams; нар. 20 березня 1990, Чикаго, Іллінойс, США) — американська співачка, авторка пісень, відеоблогерка й телепродюсерка.

## Життєпис
Дитинство і юність провела в Ешленді, штат Орегон. Виступати в театральних постановках почала ще в середній школі.
Розпочала вести щоденний блог в 2007 році для шкільного проєкту під іменем Meekakitty. В цей час вона працювала моделлю в Гонконзі та Таїланді. У 2009 припинила кар'єру моделі. Ранній контент її відеоблогів був зосереджений на розповідях, скетчах та музичних відеороликах, включаючи фан-відео для популярних артистів, таких як Relient K, Family Force 5 та Міка.
Після переїзду до Нью-Йорку в 2009 році Вайолет привернула увагу до себе, вигравши 100 000 доларів на конкурсі YouTube де потрібно було отримати найбільше коментарів до свого відеозапису.
У 2011 році Вайолет з'явилась у музичному YouTube відеоролику від користувача Nanalew на пісню Awolnation «Sail». Відео стало вірусним і з того часу набрало понад 398 мільйонів переглядів. 24 вересня 2012 року Вайолет з'явилася у музичному відеокліпі на пісню «Cray Button» від групи Family Force 5.
З початку записування та випуску музики у 2013 році основним контентом каналу Вайолет стала її власна музика. Вона припинила використовувати псевдонім Meekakitty, повернувши своє справжнє ім'я Тесса Вайолет на всіх платформах. У 2019 році її профіль на YouTube набув статусу офіційного музичного каналу.

## Музика
Вайолет випустила свій перший альбом Maybe Trapped Mostly Troubled 18 березня 2014 року. Продюсером альбому став Сет Ернест (Maker Studios), а творчим менеджером — Джон Зеппін.  Попри відсутність уваги з боку традиційних ЗМІ, платівка дебютувала під номером 10 у чарті Billboard Heatseekers та розійшлась в обсягі 5000 примірників за перші три місяці.
Вайолет випустила сингл «dream» зі свого міні-альбому Halloway 16 вересня 2016 року. Повний мініальбом вийшов 14 жовтня 2016 року. Вона випустила відео на всі пісні альбому.
У 2018 році Вайолет поділилася, що працює над другим альбомом «Bad Ideas». «Crush», перший сингл із запису, вийшов 15 червня 2018 року. Того ж дня на YouTube вийшов музичний відеролик на цю пісню від режисера BigForestLLC. Станом на лютий 2020 року музичне відео набрало понад 55 мільйонів переглядів. За цей сингл Вайолет отримала позначку «Artist On The Rise» на YouTube. Весь альбом мав вийти 3 серпня 2018 року. Титульний трек альбому «Bad Ideas» вийшов як сингл 30 листопада 2018 року. «I Like (the idea of) You» вийшов у травні 2019 року. Вайолет випустила мініальбом Bad Ideas Act One у липні 2019 року, в який помістила ремікси перших трьох синглів альбому.
25 жовтня Вайолет випустила другий альбом Bad Ideas. Альбом містить 11 треків, 4 з яких були випущені як сингли (Crush, Bad Ideas, I Like (the idea of) You, and Games). Пісня вийшла через лейбл T∆G MUSIC.
Вайолет також співпрацювала з численними музичними виконавцями. У грудні 2014 року вона об'єдналася з колегою-музикантом YouTube Расті Клантоном, щоб створити гурт People You Know. Вони випустили різдвяний альбом під назвою You, Me and Christmas, де було чотири кавер-пісні та одна власна під назвою «You and Christmas». Вона також співпрацювала з Доді Кларком, Лорен Аквіліна, Орлою Гартланд та Браєм.
Вайолет наводить Lorde, Bleachers , Лілі Аллен, Тейлор Свіфт, cavetown, Джулію Майклз як артистів, що найбільше впливають на її творчість.

## Інтернет-мем
На початку 2019 року Тесса Вайолет стала мемом в середовищі російських націоналістів, які почали масово публікувати фото та відео співачки зі словами «Вперед, росіяни!» (рос. Русские, вперёд!) і жартома проголосили Вайолет «царицею російської національної держави». Під час виступу Вайолет у Москві в жовтні 2019 року група російських націоналістів викрикувала ці гасла під час приспіву пісні «Crush».[неавторитетне джерело]
Сама співачка не підтримала цей рух і порівняла націоналістів з кампанією Дональда Трампа.

## Фільмографія
Вайолет зіграла роль Тріші в інді-фільмі 2016 року «The Matchbreaker». Її пісня «Cash Cash Money» була включена в саундтрек фільму.

## Дискографія

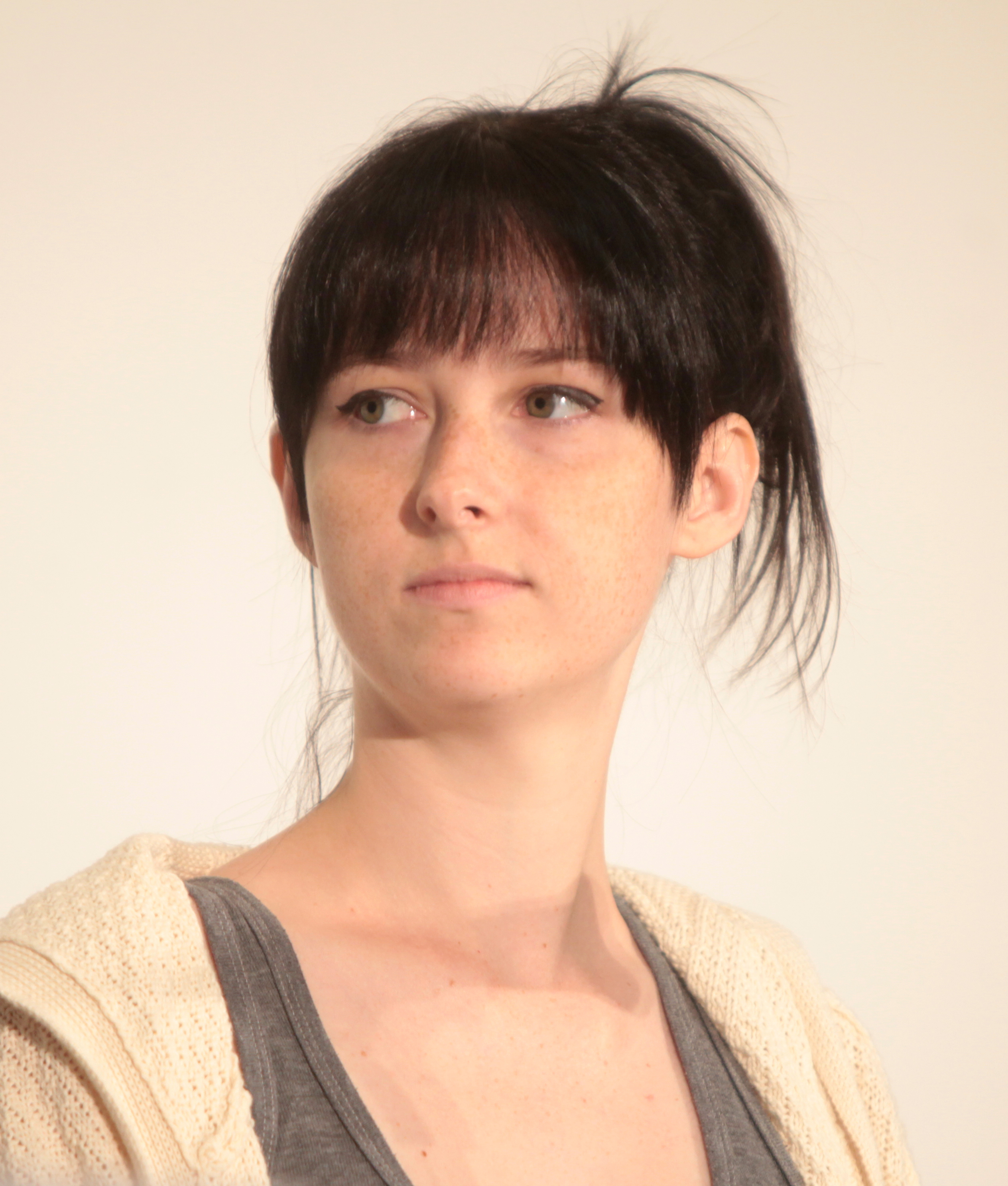
Тесса Вайолет на VidCon в 2014 році

### Альбоми
- Maybe Trapped Mostly Troubled (2014)

1. «Just Right»
2. «Broken Record»
3. «Small»
4. «Make Me a Robot»
5. «Like You Used To»
6. «Tennessee»
7. «Sorry I'm Not Sorry»
8. «Spend Some Time»
9. «This I Pray for You»
10. «The Things I Do»
11. «Now That We're Done»

- Bad Ideas (2019)

1. «Prelude»
2. «Crush»
3. «Bad Ideas»
4. «I Like (the idea of) You»
5. «Games»
6. «Feelin»
7. «Words Ain't Enough»
8. «Bored»
9. «Wishful Drinking»
10. «Honest»
11. «Interlude III»

### Міні-альбоми
- Days Of (2012; в колаборації з Шоуною Хонсон)

1. «Dirty Hipster No-Nose»
2. «The lizards are scratching at the car; they want to get in.»
3. «My Eggs Aren't Done (Please Cook Them Again)»
4. «Crickets in the Night»
5. «Space Crustaceans! (CRUSTACEANS FROM SPACE!)»

- You, Me and Christmas (2014; в колаборації з Расті Клентоном)

1. «White Christmas»
2. «You and Christmas»
3. «What Are You Doing New Year's Eve?»
4. «The Christmas Blues»
5. «Holly Jolly Christmas»

- Halloway (2016)

1. «Dream»
2. «Not Over You»
3. «Haze»
4. «On My Own»
5. «I Don't Get to Say I Love You Anymore»

### Сингли
- «Navi's Song (Hey, Listen!)» (2011)
- «The Bacon Song» feat. Jason Munday & Alex Carpenter (2011)
- «Wizard Love» feat. Heyhihello (2011)
- «Dream» (2016)
- «Bird Song»(2016)
- «Runaway» (2016)
- «Brushing Teeth & Tangerines» (2016)
- «My Love, I Love You So» (2016)
- «I Wan'na Be Like You(The Monkey Song)» (2017)
- «Crush» (2018)
- «Bad Ideas» (2018)
- «I Like (the idea of) You» (2019)
- «Games» (2019)

### Як запрошена співачка
- «Beat the Heat» (Rhett and Link featuring Meekakitty) (2013)
- «It's Chill» (Lancifer featuring Meekakitty) (2012)
- «The Break Up Song» (Rhett and Link featuring Meekakitty) (2011)
- «Where Did U Go» (Pop Culture Ft. Tessa Violet) (2017)